# Ракитинка (Курская область)
Ракитинка — село в Пристенском районе Курской области России. Входит в состав сельского поселения Бобрышевский сельсовет.

## История
В 1966 г. указом президиума ВС РСФСР село Большая Псинка переименовано в Ракитинка.

## Население
| 2002 | 2010 |
| ---- | ---- |
| 246  | ↘179 |